# Wormhout
Wormhout är en kommun i departementet Nord i regionen Hauts-de-France i norra Frankrike. Kommunen ligger i kantonen Wormhout som tillhör arrondissementet Dunkerque. År 2022 hade Wormhout 5 645 invånare.

## Befolkningsutveckling
Antalet invånare i kommunen Wormhout
| Referens: INSEE |